# Cyathocalyx maingayi
Cyathocalyx maingayi Hook.f. & Thomson – gatunek rośliny z rodziny flaszowcowatych (Annonaceae Juss.). Występuje naturalnie w Malezji. 

## Morfologia
PokrójZimozielone drzewo dorastające do 30 m wysokości. Korona ma stożkowaty kształt. Kora jest gładka.
LiścieMają kształt od eliptycznego do podłużnego. Mierzą 12–25 cm długości oraz 4–9,5 cm szerokości. Nasada liścia jest zaokrąglona. Blaszka liściowa jest o spiczastym wierzchołku. Ogonek liściowy jest nagi i dorasta do 2–6 mm długości.
KwiatySą pojedyncze lub zebrane w pary, rozwijają się w kątach pędów. Płatki mają zielonożółtawą barwę z czerwonymi plamkami u podstawy. Kwiaty mają po jednym owłosionym owocolistku.